# Jasper (Arkansas)
Jasper és una població del comtat de Newton a l'estat d'Arkansas (Estats Units). Segons el cens del 2000 tenia 498 habitants.

## Demografia
Segons el cens del 2000, Jasper tenia 498 habitants, 231 habitatges, i 115 famílies. La densitat de població era de 362,8 habitants/km².
Dels 231 habitatges en un 24,8% hi vivien nens de menys de 18 anys, en un 32,5% hi vivien parelles casades, en un 15,2% dones solteres, i en un 49,8% no eren unitats familiars. En el 48,5% dels habitatges hi vivien persones soles el 27,8% de les quals corresponia a persones de 65 anys o més que vivien soles. El nombre mitjà de persones vivint en cada habitatge era d'1,95 i el nombre mitjà de persones que vivien en cada família era de 2,82.
Per edats la població es repartia de la següent manera: un 21,3% tenia menys de 18 anys, un 6,4% entre 18 i 24, un 18,7% entre 25 i 44, un 22,5% de 45 a 60 i un 31,1% 65 anys o més.
L'edat mediana era de 49 anys. Per cada 100 dones de 18 o més anys hi havia 63,7 homes.
La renda mediana per habitatge era de 13.556 $ i la renda mediana per família de 26.668 $. Els homes tenien una renda mediana de 21.458 $ mentre que les dones 16.786 $. La renda per capita de la població era de 13.557 $. Entorn del 25,9% de les famílies i el 31,6% de la població estaven per davall del llindar de pobresa.

## Poblacions més properes
El següent diagrama mostra les poblacions més properes.